# مرلين شراعي هندي باسيفيكي
مرلين شراعي هندي-باسيفيكي (الاسم العلمي: Istiophorus platypterus) (بالإنجليزية: Indo-Pacific sailfish)‏ هو نوع من الأسماك يتبع جنس المرلين الشراعي من فصيلة الأسماك المرلينية.
وهي واحدة من أسرع الأسماك في المحيط.